# ダイセル異人館
ダイセル異人館（ダイセルいじんかん）は、兵庫県姫路市網干区にあるダイセル網干工場の一角に現存する2棟の異人館の総称。
2棟の建物とも設楽貞雄の設計で、1910年（明治43年）竣工である。1987年（昭和62年）には兵庫県「ひょうご住宅百選」、1989年（平成元年）に姫路市都市景観重要建築物等、2009年（平成21年）に経済産業省「地域活性化に役立つ近代化産業遺産群・続33」（先人のベンチャー・スピリットが花開き多岐に発展した化学工業の歩みを物語る近代化産業遺産群）に「姫路市の化学工業関連遺産」の構成遺産としてダイセル化学工業網干異人館の名称で認定されている。
文化財指定はないが、上記2棟のほかに平屋建ての異人館が1棟現存している。
2019年、会社創立100周年事業として周辺が再整備され、資料館はリニューアルオープンした。2024年8月、展示内容を刷新して再オープン。

## 外国人技師住宅（旧図書館）
旧日本セルロイド人造絹糸株式会社 外国人技師住宅。旧図書館、現セルロイド資料館。
一階南側にバルコニーがあり、コロニアルスタイルの形態を有している。  装飾に幾何学的要素が含まれ、セセッションの影響を受けたデザインだと思われる。
- 1910年（明治43年） - 竣工
- 1989年（平成2年） - 一般公開開始

## 外国人技師住宅（クラブハウス）
旧日本セルロイド人造絹糸株式会社 外国人技師住宅。衣掛クラブ別館。
旧図書館と同型の建築だが、煙突が撤去されている。  二階南側窓に鎧戸がある。色の違いもあって同型ながら旧図書館とは印象が異なる。
- 1910年（明治43年） - 竣工。
- 非公開

## 交通アクセス
- 山陽電鉄網干線 山陽網干駅 徒歩約15分

## 周辺
- あぼしまち交流館
- 旧網干銀行本店
- 旧赤穂塩務局網干出張所庁舎
- 丸亀藩網干陣屋